# إل. د. هوتشكيس
إل. د. هوتشكيس (بالإنجليزية: L. D. Hotchkiss)‏ هو صحفي أمريكي، ولد في 25 نوفمبر 1893، وتوفي في 15 أبريل 1964.